# セイオシン
セイオシン (Saosin) は、カリフォルニア州ニューポートビーチにて結成されたロック・バンドである。

## バンド名の由来
名付け親はアンソニー・グリーン。「気をつける」「慎重に」という意味の中国語「小心（xiǎoxīn、[ɕjɑ̀ʊɕín]）」に由来する。
アンソニー・グリーンによると、「say-ocean」と発音してメンバーに説明したが、彼らはそれを「Say-Oh-Sin」と発音するようになったとのことである。
全米最大のパンク情報サイト「AbsolutePunk.net」のインタビューにおいて、ベーシストのクリス・ソーレンソンは、セイオシンの意味を「危険を伴う愛」や「慎重になれ」といった物だとも説明している。以下はアンソニー・グリーンの発言。「Saosin…それは、俺が考えた名前さ。Saosinって言葉の意味…それは…永遠なんてものはないんだから、今ある物をしっかり見つめろってことさ。愛情を注いだりした物も、結局いつかは消え去ってしまうんだ」。

## 来歴

### アンソニー・グリーン在籍時の活動（2003年-2004年）

#### ボーカルの採用
セイオシンは「As Hope Dies」というバンドのギタリストであったジャスティン・シェコウスキーとボウ・バーチェルの2人によって結成された。結成当初、彼等はバンド名を「The Gift」とする予定であったが、既に同名のバンドが存在していたために断念した。
彼らはMIDIのドラムを使用してデモを製作しており、このデモの最初に収録されていた「You're No Angel」という曲では、ボウ・バーチェルがボーカルをとっている（この曲はアンソニー・グリーンが加わる以前は「The Gift」とされていて、「You're No Angel」になったのは彼が加入して正式に曲が完成してからである）。
この時から、彼等は正式なシンガーを探しており、「Days Away」というバンドに所属していたキース・グッドウィンにその旨を伝えた。そこで、彼はアンソニー・グリーンを紹介する。早速、彼らは2つのインストゥルメンタル曲を彼に送り、彼はそれらにボーカルを録音した。この2曲はEP『Translating the Name』に収録された「Seven Years」と「Translating the Name」である。そして確かな手応えを感じた2人はアンソニー・グリーンをフィラデルフィアから呼び寄せ、4日間でEPのボーカルを録音した。

#### 初の正式音源・EP『Translating the Name』、そしてアンソニーの脱退
2003年6月17日にリリースしたEP『Translating the Name』はネットを通じて話題になり、即座に人気に火が点いた。この余波からバンドは1度もライブを行っていないにもかかわらず多数のレコード会社からのオファーを受ける。
しかし、シンガーであるアンソニー・グリーンはEPをリリースした後にバンドを脱退してしまう。この時のアンソニー・グリーンはとても強いホームシックにかかっており、家族が恋しいと漏らすようになっていた。彼は自分が脱退することで「バンドにシンガーがいなくなる」という厳しい状況に追い込んでしまうことを申し訳なく感じていたが、「これ以上ここにいたらおかしくなってしまいそうなんだ」と言って脱退した。
そこでバンドは全国的なオーディションを開催する。ボウ・バーチェルはこのオーディションにおける面接時にこう言った。「俺達が最も重要視しているのは、麻薬をやらない、しっかりとライブで歌える、そしてルックスも良くて一緒に楽しくやっていける奴だ。でもユーモアのセンスはそんなになくていい。そこは俺達に任せておけ」。そしてオーディションによって絞られた数人のシンガーのデモを聞いた結果、以前に「Mormon In The Middle」と「Stamp Out Detroit」という2つのバンドでボーカルを務めていたコーフ・リヴァーがバンドの新たなリードシンガーとして決定した。

### コーフ・リヴァー在籍時の活動（2004年-2010年）

#### 初期の活動
コーフ・リヴァーがセイオシンに送ったデモにはアコースティック・バージョンの「Mookie's Last Christmas」（このトラックはネット上に流出している）が収録されており、その他には「Seven Years」と「3rd Measurement in C」が収録されていたと思われる。ボウ・バーチェルは、初めてこのデモを聞いた時にアンソニー・グリーンが自分達をバカにするために送ってきたと勘違いした程、その声はアンソニー・グリーンと酷似していた。実はこの時、彼等はクリードのボーカルのような「渋くて低い声」をしたシンガーではなく、アンソニー・グリーンのような、高音域で歌えるシンガーを必要としていた。なぜなら、ボウ・バーチェルは以前に、人気ロックバンドの「Midtown」と「Further Seems Forever」の両ボーカルをそれぞれスタジオに呼び、Pro Toolsによってアンソニー・グリーンのボーカルのみを消して、EP『Translating the Name』に収録されている曲を2人に歌わせてみたところ、「スパイナル・タップ（イギリスの古いヘヴィメタル・バンド風）」の楽曲のようにしか聞こえず、結果的にこのバンドのサウンドには向いていないという判断を下していたからである。
ベーシストであるザック・ケネディも、個人的な問題や本人の考え方から早くにバンドを離れた。彼はセイオシンを脱退してからアシュリー・シンプソンのバックバンドでベースを弾いていたが、2005年にそのバンドからも離れている。セイオシン内の後任は、クリス・ソーレンソンが務めた。
ドラマーのパット・マグラースは、EP『Translating the Name』をレコーディングする際のメンバーである。バンドは以前から、現ドラマーのアレックス・ロドリゲスを加入させようと必死になっていたが、その時彼は「Open Hand」というバンドのメンバーでツアーをしていたため、スタジオドラマーであったパット・マグラースが迎え入れられた。ボウ・バーチェルいわく、「EP『Translating the Name』の3/4は彼のおかげで成り立っている」とのこと。以下はすべてボウ・バーチェルの発言。「アレックスしかいないと思っていたけど、そんなことはなかったね。一度彼に『誰にもできないようなプレイをしてみてくれよ』って頼んでみたんだ。そしたら、彼がとてつもないプレイをいきなり始めたんだ。俺達全員チビっちまったね。しかも、恐ろしく凄いフレーズを叩いておきながら、何事もなかったかのような顔をしてんだよ。とにかくぶったまげたな」。
ボウ・バーチェルは、パット・マグラースに「Open Hand」のCD音源を手渡し、このドラマーのようなドラミングがバンドの理想であることを伝え、また「このように叩くことが可能か?」と尋ねた。結果的に、パット・マグラースが、バンドのメンバーとして加わったライブは一度も行われなかったが、パットとは、互いに楽しみながらレコーディング中の期間を過ごせたという。

#### ファースト・アルバムのリリース
2005年、バンドは全米ツアーを敢行し、ワープドツアーにも参加する。またこの期間中に「Bury Your Head」のビデオが撮影され、Fuse（アメリカのケーブルテレビ）で公開された。
そしてバンドはキャピトル・レコードと契約し、2006年9月26日に自身の名を冠したファースト・アルバム『セイオシン』でデビューを飾る。この作品は1週間で3万5千枚を売り上げ、全米アルバムチャートにて、初登場22位を記録した。ちなみに『Steven's Untitled Rock Show』という番組で、司会者が「8万枚を売り上げた…」と紹介しているが、これは間違いで、ジャスティンがその場で訂正している。この作品には、「同じジャンルに属する他アーティストとは、違った方向性にものにする」というバンドの意向が含まれていたようで、彼等がインディーズ時代に設立した「Death Do Us Part」というレーベルからリリースした最初のEPや、いわゆるポスト・ハードコアの他バンドと比べると、少しソフトな作品に仕上げられた。
2006年には、全米でも屈指のロック・フェスティバル「テイスト・オブ・ケイオス'06」に参加し、ブリーディング・スルー やセンシズ・フェイルといったバンドと共に全米をツアーも行っている。
また2007年には全米でザ・ユーズドをヘッドライナーに据えて開催された「テイスト・オブ・ケイオス'07」にも参加しており、サーティー・セカンズ・トゥ・マーズ やエイデンといった人気バンドとの競演も果たしている。そして、5月の初頭にはオーストラリアへ向かい、ブリスベン、シドニー、メルボルン、アデレード、パースといった主要都市にて、スタティック・ララバイや地元のバンドをサポートに迎えたライブを行っている。
同年夏には、リンキン・パーク をヘッドライナーとした「Projekt Revolution」に参加している。また彼等のウェブサイトに掲載されたインタビューで、クリスとコーフの2人が、「ツアー中に、次のアルバムに向けた曲を書き始めたよ」と発言している。
2008年10月には、ツアー販売とインターネットサイト「hurley.com」 限定で、5曲入りミニ・アルバム『The Grey』をリリースした。これには当時の新曲3曲と、既発曲のアコースティック・ヴァージョンが収められているが、この新曲はいずれも、後に販売されるセカンド・アルバム「In Search of Solid Ground」に再レコーディングされた物が収録されている。また2009年になって、ようやくiTunesでの販売も解禁となっており、現在はそちらで入手できるようになっている。

#### セカンド・アルバムのリリース、コーフ・リヴァーの脱退
2009年9月8日には、プロデューサーにブッチ・ウォーカー（アヴリル・ラヴィーン、P!NK等）を迎えたニュー・アルバム『イン・サーチ・オブ・ソリッド・グラウンド』がリリースされ、全米アルバムチャートにて初登場19位を記録している。
2010年6月には、ストーリー・オブ・ザ・イヤーのオーストラリア公演のサポートアクトを行う。またその後、自身の所属するヴァージン・レコードからの離脱を決意。直後にボーカルのコーフ・リヴァーがバンドから脱退した。

### アンソニー・グリーンの復帰（2014年-現在）
2014年5月17日、スケート・アンド・サーフ・フェスティバルにてオリジナル・メンバーのアンソニーの復帰ツアーを行った。ギタリストのボウは、アンソニーが10年以上にわたって作り上げてきたバンド「サーカ・サバイブ」の活動を制限するつもりがないことを理由として「フルタイムでツアーをするバンドに戻ることは間違いなくない」と語る。2015年11月に、リードギターのジャスティンがザ・ユーズドに加入し、同時にセイオシンを脱退。ジャスティン本人は、「疑わしい理由でバンドを追い出された」と語っている。今後のリードギターは、サポートメンバーとしてウーヴンウォーのフィル・スグロッソが担当することになった。

#### サード・アルバムのリリース
2016年3月16日、サード・アルバムに収録される予定のシングル「The Silver String」のミュージックビデオが動画サイトにて公開され、同年5月20日には、オリジナル・メンバーのアンソニーの復帰作となるサード・アルバム『アロング・ザ・シャドウ』をエピタフ・レコードからリリース。

## トリビア
- ボーカルのCoveは「コーヴ」と発音されがちであり、日本のオフィシャル情報でも「コーヴ」と表記されているが、本人いわく「コーフ」である。このページでは、Cove本人の意向に伴い「コーヴ」から「コーフ」に訂正済み。
- セイオシンは国内盤発売前はサオシンと読まれる、書かれることが多々あり、本人たちもTaste Of Chaos 2006で初来日した際にこれを気にしていたが、翌年5月の来日ではほとんどのファンがセイオシンと発音してくれるようになり、メンバーたちも喜んでいた。
- ボーカルのCoveはジブリ作品の大ファンである。
- ボウ・バーチェル、ザック・ケネディ、アレックス・ロドリゲスの3人はオープン・ハンドというバンドのメンバーだった。
- 『Translating the Name』でドラムを叩いたパット・マグラースは以前、スレイヤーのドラムの技術担当だった。
- 「Mookie's Last Christmas」はアンソニー・グリーンがジャスティン・シェコウスキーの父親について書いた曲だが、実は「Mookie」というのはアンソニー・グリーンの飼っていた犬の名前である。
- ストーリー・オブ・ザ・イヤーとのツアー中のある晩、セイオシンは2つのライブをこなしていた。その時、ジャスティン・シェコウスキーの父がやって来ており、彼は両方のライブを見た後にジャスティン・シェコウスキーの腹違いの兄弟と共に帰路についた。しかし彼らは途中で事故に遭ってしまう。兄弟は助かったが、父はその事故によって帰らぬ人となってしまった。結局、ジャスティン・シェコウスキーは2週間続いたツアーを降りた。
- ストーリー・オブ・ザ・イヤーのフィル・スニード (ギター、ボーカル) は、アンソニー・グリーンの後任が決まらない間、ツアーのピンチヒッターとしてボーカルを務めていた。
- フル・アルバムのリリース前に流出してしまった音源やEP『Saosin』に収録されていた音源はさまざまな変更を伴って新たにレコーディングされ、フル・アルバムに収録された。
- アンソニー・グリーンがセイオシンに加入する以前に、ジャミソン・パーカーというロック・デュオのJamison Covingtonがシンガーとしてセイオシンに在籍していたことがある。
- 「Bury your Head」というタイトルは映画『ジャーヘッド』にインスパイアされてものである。
- 「Show Me Your Bootyhole」「Rap Party」「Crap Rap」の3曲はB2Cのものであり、セイオシンのものではない。B2Cはボウ・バーチェル、クリス・ソーレンソン、そしてTake The Crownというバンドのメンバー数名と共に結成されたこれらの曲のためだけのバンドである。
- セイオシンの楽曲である「Collapse」はゲームの『Burnout Dominator』に使用されている。
- 「Plays Pretty for Baby」という曲は一般にセイオシンの曲だと認識されているが、これは間違いであり、実際はアンソニー・グリーンがZolof the Rock & Roll Destroyerというバンドにゲストとして招かれた際に製作された楽曲である。これは彼らの「self-titled CD」にて聴くことができる。
- Sessions@AOLでパフォーマンスを行った際、バンドはシンディ・ローパーの「タイム・アフター・タイム」のカバーを披露している。
- テイスト・オブ・ケイオスでのワールドツアー中、フレッド・マッシェリーノが急遽出演できなくなってしまい危機にたたされていたテイキング・バック・サンデイを救うため、コーフ・リヴァーとジャスティン・シェコウスキーがフレッドの穴を埋める形で彼のボーカルとギターをそれぞれ担当してライブを行ったことがある。
- 「セイオシン」はアンソニー・グリーンが初めて組んだ「Audience of One」というバンドで演奏していた曲の名前でもある。
- コーフの脱退後、Tides of ManのTilian Pearsonと共に数曲のデモを作成した。
- 2018年12月17日、ポモナ市のGlass Houseにて、脱退したコーフ・リヴァーと共演してのライブを行っている。

## 使用機材

### ボウ・バーチェル
ギターの種類
・Balaguer Guitars　The Woodman BB Baritone Beau Burchell Signature Model 
- Gibson Les Paul Standards
- SG Standards

オプション
- Marshall 1960BV
- Hughes and Kettner Triamp Mk.II

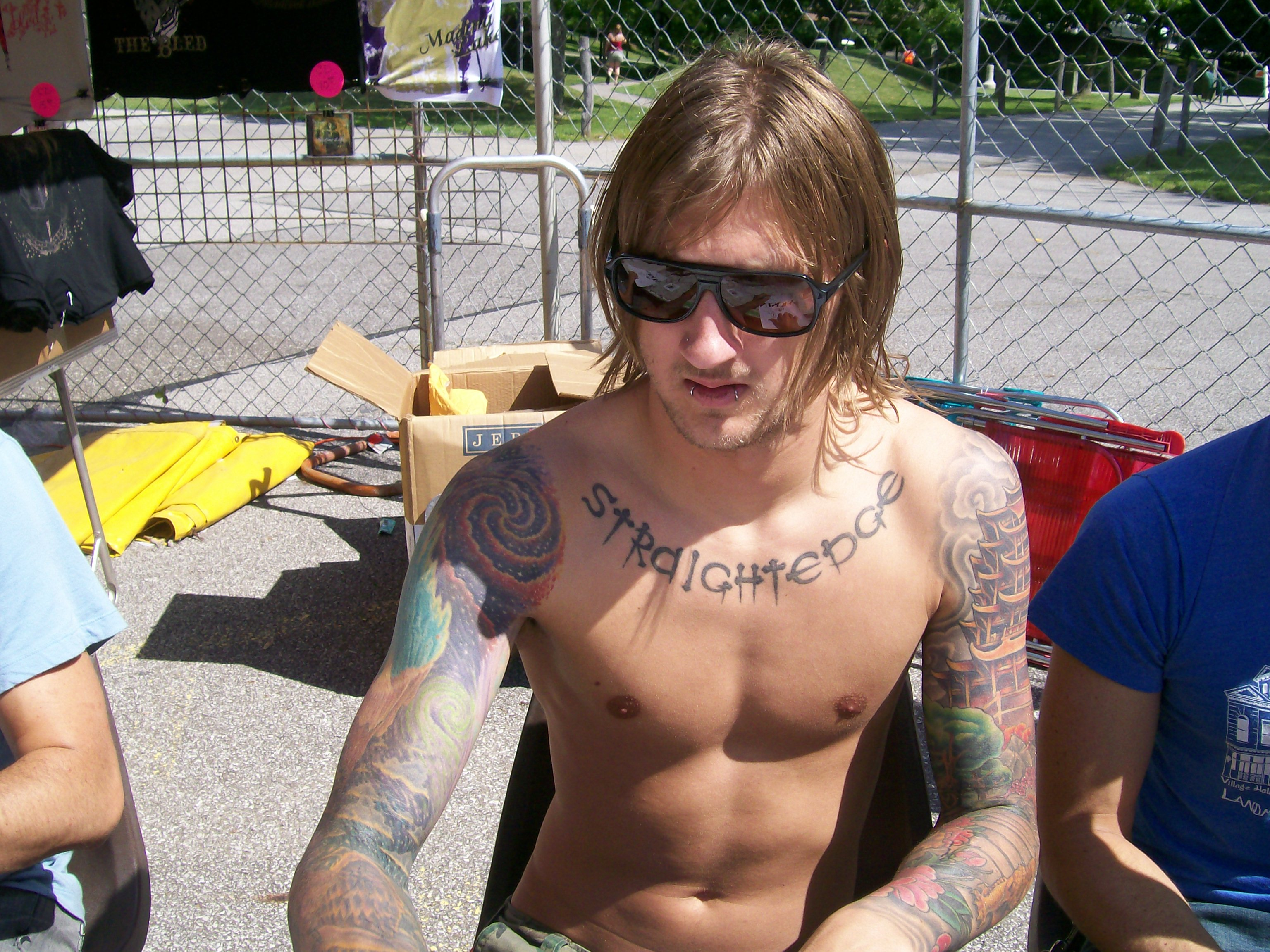
ジャスティン・シェコウスキー

- wireless unit

### ジャスティン・シェコウスキー
ギターの種類
- Gibson Les Paul Customs
- Ibanez Paul Gilbert model

オプション
- Hughes and Kettner Triamp MKIIs
- CC412 A30
- CC412 B30
- wireless unit

※過去にSchecter 006 ElitesとGibson SG StandardsとSeymour Duncan Hot Railsを積んだFender Telecastersを使用。

### クリス・ソーレンソン
ベースの種類
- Fender Jazz and Precision

オプション
- Sunn 1200S
- Fender 8x10
- Fender Bassman 1200 Pro

### アレックス・ロドリゲス
ドラムの種類
- Kit 1: Gun Gray Gloss Lacquer / All Black Chrome tube lugs, 50% Offset lugs on toms, inline lugs on kick drum. Toms are 6-ply and kick is 8-ply 12" x 8" 16" x 16" 22" x 20"

- Kit 2: 60's Oyster Black Wrap: ("Voices"のプロモーションビデオにて使用。) / All Black Chrome tube lugs, 50% Offset lugs on toms, inline lugs on kick drum. Toms are 6-ply and kick is 8-ply 14" x 10" 18" x 16" 24" x 18"

## メンバー

### 現在のメンバー
- アンソニー・グリーン (Anthony Green) - ボーカル (2003年-2004年, 2014年-現在)

サーカ・サバイブでも活動している。
- ボウ・バーチェル (Beau Burchell) - リズムギター (2003年-現在)
- クリス・ソーレンソン (Chris Sorenson) - ベース (2003年-現在)
- アレックス・ロドリゲス (Alex Rodriguez) - ドラム (2003年-現在)
- フィル・スグロッソ（Phil Sgrosso） - リードギター（2016年-現在）

アズ・アイ・レイ・ダイング、Wovenwarのギタリスト。

### 旧メンバー
- ジャスティン・シェコウスキー (Justin Shekoski) - リードギター (2003年-2015年)

脱退と同時にザ・ユーズドに加入したが、2018年にそちらも脱退している。
- コーフ・リヴァー (Cove Reber) - ボーカル (2004年-2010年)　生年月日:1985年8月28日（39歳）

脱退後はPatriotを結成。現在はDead Americanで活動中。
- ザック・ケネディ (Zach Kennedy) - ベース (2003年)

### サポート・メンバー
- ティリアン・ピアソン（Tilian Pearson) - ボーカル (2010年-2011年)

コーフの脱退後、デモ音源のボーカルを担当。元Tides of Manで現在はダンス・ギャヴィン・ダンスで活動中。
- フィル・スニード (Philip Sneed) – ボーカル (2004年)

ストーリー・オブ・ザ・イヤーのギタリスト。アンソニーの脱退後、ツアーにてボーカルを担当。
- パット・マグラース (Pat Magrath) - ドラム (2003年)

Translating the Nameのレコーディングにてドラムを担当。

## ディスコグラフィ

### スタジオ・アルバム
| 発売日        | タイトル                                                           | 販売レーベル         | 全米アルバムチャート最高位 | セールス |
| ------------- | ------------------------------------------------------------------ | -------------------- | -------------------------- | -------- |
| 2006年9月26日 | セイオシン Saosin                                                  | キャピトル・レコード | 22位                       | 30万枚   |
| 2009年9月8日  | イン・サーチ・オブ・ソリッド・グラウンド In Search of Solid Ground | ヴァージン・レコード | 19位                       | -        |
| 2016年5月20日 | アロング・ザ・シャドウ Along the Shadow                            | エピタフ・レコード   | 45位                       | -        |

### ライブ・アルバム
| 発売日        | タイトル                  | 販売レーベル         |
| ------------- | ------------------------- | -------------------- |
| 2008年3月11日 | カム・クロース Come Close | キャピトル・レコード |

### シングル
| 発売日 | 曲名                           | US Alternative チャート最高位 | 収録アルバム              |
| ------ | ------------------------------ | ----------------------------- | ------------------------- |
| 2006年 | "Voices"                       | 25                            | Saosin                    |
| 2007年 | "You're Not Alone"             | -                             | Saosin                    |
| 2009年 | "Changing"                     | 30                            | In Search of Solid Ground |
| 2010年 | "Deep Down"                    | -                             | In Search of Solid Ground |
| 2016年 | "The Silver String"            | -                             | Along the Shadow          |
| 2016年 | "Racing Toward a Red Light"    | -                             | Along the Shadow          |
| 2016年 | "Control and the Urge to Pray" | -                             | Along the Shadow          |

### ミニアルバム (EP)
| 発売日         | タイトル | 販売レーベル         |
| -------------- | --- | -------------------- |
| 2003年6月17日  | Translating the Name - 予約者限定特典として、Seven Years、3rd Measurement in Cのアコースティックバージョンを収録したディスクが封入されていた。 | Death Do Us Part     |
| 2005年9月6日   | Saosin - 別名、「Warped Tour EP」や「Black EP」と呼ばれることもある。これは当初、一般向けリリースは行わずに、「Warped Tourへ来場した人へのみ、無料で配られるサンプル盤」となる予定だった物だが、所属レーベルのキャピトル・レコードがそれを許可せず、「Saosin EP」として正式にリリースされることとなった。 | キャピトル・レコード |
| 2008年10月14日 | The Grey | キャピトル・レコード |

### 参加コンピレーション・アルバム
- A Santa Cause - It's A Punk Rock Christmas (2003年) – "Mookie's Last Christmas" with Anthony Green on Vocals
- Music on the Brain Volume 1 (2004年) – "I Can Tell There Was An Accident Here Earlier" with Cove Reber on Vocals
- The Mission Family Spring Sampler 05 (2005年) – "Penelope (Acoustic) " (Pinback Cover) with Cove Reber on Vocals
- Atticus: ...dragging the lake, Vol. 3 (2005年) – "Bury Your Head" with Cove Reber on Vocals
- Take Action! Volume 5 (2006年) – "Sleepers (Demo)"
- The Best of Taste of Chaos (2006年) – "I Wanna Hear Another Fast Song (Live) " (UK Edition Only)
- 2007 KROQ New ROQ (2006年) – "Voices"
- The Best of Taste of Chaos Two (2007年) – "Follow and Feel"
- The Sound Of Emotion (2007年) – "Follow and Feel"

### デモ音源
セイオシンは多数のデモ音源をリリースしており、その多くはネット上に流出していて動画サイトなどで視聴可能な状態になっている。
- "Instrumental Demos" (2003年)
- "I Can Tell There Was An Accident Here (Demo)" (2003年) - with Anthony Green on Vocals
- "I Have Become What I've Always Hated (Demo)" (2003年) - with Anthony Green on Vocals
- "Instrumental Demos" (2004年)
- "Mookie's Last Christmas (Acoustic Audition)" (2004年) - with Cove Reber on Vocals
- "Uphill Battle" (2005年) - with Cove Reber on Vocals
- "Change" (2011年) - with Tilian Pearson on Vocals
- "Promises" (2011年) - with Tilian Pearson on Vocals
- "Exfoliator" (2012年) - with Tilian Pearson on Vocals

### ミュージックビデオ
| 発表   | 曲名                         | 収録アルバム              |
| ------ | ---------------------------- | ------------------------- |
| 2003年 | Seven Years                  | Translating the Name EP   |
| 2003年 | 3rd Measurement in C         | Translating the Name EP   |
| 2005年 | Bury Your Head               | Saosin EP                 |
| 2007年 | Voices (Live)                | Saosin                    |
| 2007年 | Voices                       | Saosin                    |
| 2007年 | You're Not Alone (Live)      | Saosin                    |
| 2007年 | You're Not Alone             | Saosin                    |
| 2009年 | Is This Real                 | In Search of Solid Ground |
| 2009年 | On My Own                    | In Search of Solid Ground |
| 2009年 | Changing                     | In Search of Solid Ground |
| 2016年 | The Silver String            | Along the Shadow          |
| 2016年 | Racing Toward a Red Light    | Along the Shadow          |
| 2016年 | Control and the Urge to Pray | Along the Shadow          |